# Guildo hat euch lieb!
Chansons représentant l'Allemagne au Concours Eurovision de la chanson
Zeit
(1997) Reise nach Jerusalem - Kudüs’e seyahat
(1999)
Guildo hat Euch lieb! (en français, Guildo vous aime !) est la chanson représentant l'Allemagne au Concours Eurovision de la chanson 1998. Elle est interprétée par le chanteur Guildo Horn & Die Orthopädischen Strümpfe.

## Histoire
Guildo Horn annonce qu'il veut participer à l'Eurovision avec cette chanson dédiée à ses fans. Elle est une déclaration d'amour à ceux qui sont toujours là même dans les mauvais moments. Elle parle d'un beau moment passé plein d'amour et de son "petit monde" dans lequel les gens sont gentils et honnêtes les uns avec les autres.
Même avant la participation de Guildo Horn au concours de sélection pour l'Allemagne, le journal Bild pose la question : "Cet homme doit-il chanter pour l'Allemagne ?". La presse est très critique au sujet de cette participation, ce qui suscite cependant l'intérêt médiatique. Le 26 février 1998, à la fin du concours de sélection, Guildo hat Euch lieb! obtient 60 % des voix.
La chanson est composée par Stefan Raab sous le pseudonyme d'Alf Igel, nom parodique de Ralph Siegel ; il est aussi producteur avec Michael Holm. Ralph Siegel participe au concours de sélection avec trois chansons interprétées par trois artistes différents. Die Wochenshow en fait une parodie mettant en scène l'homme politique Guido Westerwelle, intitulée Guido Hörnchen – Guido hat Euch lieb.

## Résultat au Concours Eurovision
| Points   | Nombres de vote | Pays |
| -------- | --------------- | --- |
| 12       | 3×              | Espagne, Suisse, Pays-Bas                                                                               |
| 10       | 1×              | Portugal                                                                                                |
| 8        | 2×              | Slovénie, Irlande                                                                                       |
| 7        | 1×              | Belgique                                                                                                |
| 6        | 2×              | Roumanie, Royaume-Uni                                                                                   |
| 5        | 0×              | |
| 4        | 0×              | |
| 3        | 1×              | Grèce                                                                                                   |
| 2        | 0×              | |
| 1        | 2×              | Finlande, Estonie                                                                                       |
| 0 Punkte | 12×             | Croatie, France, Slovaquie, Pologne, Israël, Malte, Hongrie, Chypre, Suède, Norvège, Turquie, Macédoine |

En raison d'une erreur d'estimation, les points attribués par l'Espagne à l'Allemagne ne sont pas initialement inclus dans le classement général. L'erreur est ensuite corrigée par la BBC, de sorte que la chanson atteint la 7e place au lieu de la 8e.

## Publication
La chanson sort en CD-single (spin records/EMI Electrola) avec les titres suivants :
1. Guildo hat Euch lieb! (Grand Prix Version) (Alf Igel)
2. Guildo hat Euch lieb! (Club Mix) (Alf Igel)
3. Danke! (Michael Maria Schneider, Jake Diamond, Johannes Kram)

Les titres 1 et 3 sont présents dans l'album Danke!

## Source de la traduction
- (de) Cet article est partiellement ou en totalité issu de l’article de Wikipédia en allemand intitulé « Guildo hat euch lieb! » (voir la liste des auteurs).